# Sheraton Poznan Hotel
Sheraton Poznan Hotel – pięciogwiazdkowy hotel w Poznaniu należący do grupy Marriott International. Jest jednym z czterech hoteli sieci Sheraton w Polsce.

## Charakterystyka
Obiekt powstał na miejscu jednego ze skrzydeł zburzonego w 2003 kina „Bałtyk”. Oddano go do użytku w 2006. Położony jest na osiedlu administracyjnym Jeżyce blisko centrum Poznania przy ul. Bukowskiej, pomiędzy terenem Międzynarodowych Targów Poznańskich (MTP), zabytkowym budynkiem drukarni Concordia i międzywojennym osiedlem Vesty.
Ośmiopiętrowy hotel dysponuje 180 pokojami, w tym 12 apartamentami (największy ok. 100 m²), restauracją „Rynek” z otwartą kuchnią i pubem „SomePlace Else”. Posiada piętro konferencyjno-bankietowe z podzielnym centrum konferencyjnym o łącznej powierzchni 340 m². Dla stałych gości hotelu przeznaczone jest tzw. „Piętro Klubowe” (6. piętro), które oferuje pokoje o podwyższonym standardzie.
Na ostatnim piętrze znajdują się pomieszczenia fitness, z widokiem na południową panoramę miasta. Mieści się tam basen z wymuszonym przeciwprądem wody, sauną, siłownią i pokojem masażu. Piętro to dostępne jest również dla osób niebędących gośćmi hotelowymi.

## Goście
- Irlandia, reprezentacja Irlandii podczas Euro 2012
- Włochy, reprezentacja Włoch podczas Euro 2012[2]
- Nelly Furtado, kanadyjska piosenkarka, w 2008
- Katie Melua, brytyjska piosenkarka, w 2008
- Joe Cocker, brytyjski wokalista, w 2007
- Reprezentacja Polski w piłce nożnej mężczyzn, w 2018